# Этельфледа Мерсийская
Этельфледа Мерсийская (др.-англ. Æthelflæd); Леди Мерсийцев (англ.  Lady of the Mercians др.-англ. Myrcna hlædige; около 870 — 12 июня 918 года, Тамуэрт) — правительница Мерсии, известная как Леди Мерсии или Железная Леди Мерсии; дочь Альфреда Великого и сестра Эдварда Старшего, супруга Этельреда II Мерсийского (с 886 года).
Этельфледа родилась около 870 года, в период активных и частых вторжений викингов на территорию Британии. К 878 году значительная часть территории Англии находилась под управлением данов: Восточная Англия и Нортумбрия были ими завоёваны, а Мерсия поделена между англосаксами и викингами. В 878 году Альфред одержал решающую победу над викингами в битве при Эдингтоне. Вскоре контролируемая англичанами западная половина Мерсии попала под власть Этельреда II. Тот признал главенство Альфреда, который, взяв титул «король Англии», претендовал на власть над всеми англичанами, проживавшими на не контролируемых данами территориях. В середине 880-х годов Альфред заключил стратегический союз, выдав Этельфледу замуж за Этельреда Мерсийского.
Вместе с братом Этельфледы, будущим королем Эдвардом Старшим, Этельред II сыграл важную роль в борьбе с возобновившимися набегами викингов в 890-х годах. Этельред и Этельфледа укрепили Вустер, щедро одарили церкви Мерсии и построили новый монастырь в Глостере. Здоровье Этельреда, вероятно, ухудшилось в начале следующего десятилетия, и Этельфледа лично занималась управлением Мерсии. Эдвард, став королём англосаксов в 899 году, в 909 году отправил войско в набег на территории Денло (датского права). Из набега мерсийцы, воевавшие вместе с Эдвардом, привезли останки святого Освальда, короля Нортумбрии, которые были помещены в новый Глостерский монастырь. Этельред умер в 911 году, после чего Этельфледа самостоятельно правила Мерсией. Правление женщины было «одним из самых уникальных событий в ранней средневековой истории».
Альфред построил сеть укрепленных бургов, а в 910-х годах Эдвард и Этельфледа приступили к их расширению. Среди укреплённых Этельфледой городов были Бриджнорт, Тамуэрт, Стаффорд, Уорик, Чирбери и Ранкорн. В 917 году она отправила армию для захвата Дерби — первого из пяти бургов Денло, взятых англичанами. Победу считают «величайшим триумфом» Этельфледы. В 918 году второй город Денло, Лестер, сдался ей без боя. Вскоре викингские правители Йорка предложили Этельфледе перейти под её власть, но она умерла 12 июня 918 года, не успев принять сдачу города. Через несколько месяцев Эдвард завершил завоевание Мерсии: Этельфледу сменила её дочь Эльфвина. Однако в декабре Эдвард взял Мерсию под личный контроль и переселил Эльфвину в Уэссекс.
Историки расходятся в мнениях о том, была ли Мерсия при Этельреде II и Этельфледе независимым королевством, однако они согласны с тем, что Этельфледа была великой правительницей, сыгравшей важную роль в завоевании Денло.

## Исторический фон
В VIII веке доминирующее положение на юге Англии занимало королевство Мерсия, сохранявшее свои позиции вплоть до поражения от Уэссекса в битве при Элландуне в 825 году. После этого Мерсия и Уэссекс стали союзниками в борьбе против викингов. В 865 году Великая языческая армия викингов высадилась на побережье Восточной Англии и использовала её территорию как отправную точку для вторжения на остров. Правители королевства были вынуждены откупиться, а в следующем году викинги вторглись уже в Нортумбрию, где в 867 году поставили марионеточного короля. Затем они перебрались в Мерсию, где провели зиму 867—868 года. Король Уэссекса Этельред и его брат, будущий король Альфред, присоединились к королю Мерсии Бургреду для нападения на викингов, которые ушли от прямого столкновения. В конце концов, мерсийцы купили мир с ними.
В следующем году викинги завоевали Восточную Англию. В 874 году они свергли короля Бургреда, а Кёлвульф II стал последним королем Мерсии при их поддержке. В 877 году викинги разделили Мерсию, заняв восточные регионы и позволив Кёлвульфу править западными. Англосаксонские хроники описывали его как «неразумного королевского тана», который был марионеткой викингов. По мнению историка Э. Уильямс, эта точка зрения неполна и искажённо представляет сложившееся положение, поскольку Кёлвульф признавался королём и мерсийцами, и правителем Уэссекса Альфредом Великим. Ситуация изменилась в следующем году, когда Альфред одержал решающую победу над датчанами в битве у Эдингтона. После этого (879 год) Кёлвульф не упоминается в хрониках. Его преемник, правитель западной (английской) части Мерсии, муж Этельфледы Этельред, впервые упомянут в 881 году, когда он руководил неудачным набегом на Гвинедд — королевство северного Уэльса. Известно, что в 883 году он совершил дарение с согласия короля Альфреда, что говорит о признании себя вассалом Альфреда. В 886 году Альфред занял мерсийский город Лондон, отвоевав его у викингов, а затем подчинил всю Англию, не находившуюся под контролем викингов, и передал контроль над Лондоном Этельреду. В 890-х годах Этельред и Эдвард, сын Альфреда и его будущий преемник, отразили большинство нападений викингов . Альфред умер в 899 году, и право Эдварда на трон оспаривалось Этельвольдом, сыном старшего брата Альфреда и кузеном Эдварда и Этельфледы. Не получив поддержки в Уэссексе, Этельволд призвал на помощь викингов, но восстание закончилось его смертью в битве в декабре 902 года.

## Биография

### Происхождение и брак
Этельфледа была старшим ребёнком короля Альфреда Великого и его жены Эльсвиты. Медиевист М. Костамби датировал рождение Этельфледы началом 870-х годов, но историк М. Бэйли отметил, что она родилась, вероятнее всего, в 869 или 870 году. Он аргументировал свою точку зрения тем, что родители Этельфледы заключили брак в 868 году, и она была их первым ребёнком. Мать Этельфледы, Эльсвита, была дочерью Этельреда Муцеля, элдормена Гайни, одного из мерсийских племен. Матерью Эльсвиты и бабкой Этельфледы была Эдбурга, происходившая из королевского дома Мерсии, вероятно, от короля Кёнвульфа (796—821).
Таким образом, Этельфледа была по бабке полумерсийкой. Альфред скрепил союз между Уэссексом и Мерсией, выдав Этельфледу замуж за правителя Мерсии Этельреда. Самый старый из сохранившихся документов, называющий Этельфледу женой Этельреда, относится к 887 году. Это хартия, которой Этельред предоставлял два поместья Уорчестеру «с разрешения короля Альфреда», а среди свидетелей фигурировала «Этельфледа супруга» (лат. Æthelflæd conjux). Из этого следует, что брак был заключён до 887 года. Вполне вероятно, что это произошло в 886 году, когда Этельред подчинился Альфреду и получил взамен Лондон. Этельред был намного старше Этельфледы. Известно про одного их ребёнка — дочь по имени Эльфвина.
И дочь, и зять упоминаются в завещании Альфреда (880-е годы). Этельфледа, упомянутая как «моя старшая дочь», получила поместье и 100 манкусов (золотых монет). Этельред, единственный элдормен, упоминаемый в завещании по имени, получил меч стоимостью 100 манкусов.
Происхождение Этельреда неизвестно. Историки называют его «несколько загадочным персонажем», который, возможно, имел королевскую кровь и был родственником тестя короля Альфреда, элдормена Этельреда Муцеля. Возможно, он был королевским элдорменом, управлявшим землями на юго-западе Мерсии в бывшем королевстве Хвикке возле Глостера. Также есть мнение, что он был сыном короля Бургреда из Мерсии и сестры короля Альфреда, хотя в этом случае брак между Этельфледом и Этельдом был бы неканоническим, поскольку брак между кузенами был запрещён.

### Жена правителя
По сравнению с другими землями Англии большая часть английской Мерсии (Глостершир, Вустершир, Херефордшир и Шропшир) была стабильна в эпоху набегов викингов. Она не подвергалась ни серьёзным атакам данов, ни сильному давлению со стороны Уэссекса. Учёные из Мерсии пользовались авторитетом при дворе Альфреда и Эдварда. Глостер стал центром возрождения Мерсии при Этельреде и Этельфледе. Дарственные хартии показывают, что правители Мерсии щедро поддерживали возрождение монастырских общин. В 883 году Этельред предоставил привилегии аббатству Беркли, а в 890-х годах он и Этельфледа выпустили грамоту в пользу церкви Вустера. Это был единственный случай при жизни Альфреда, когда супруги действовали совместно; в целом Этельред действовал сам по себе, обычно получив разрешение короля Альфреда. Об этом свидетельствуют хартии Этельреда в 888, 889 и 896 годах. В 901 году Этельфледа и Этельред пожертвовали землю и золотую чашу весом тридцать манкусов в святилище святой Мильдбургив Уэнлоке.

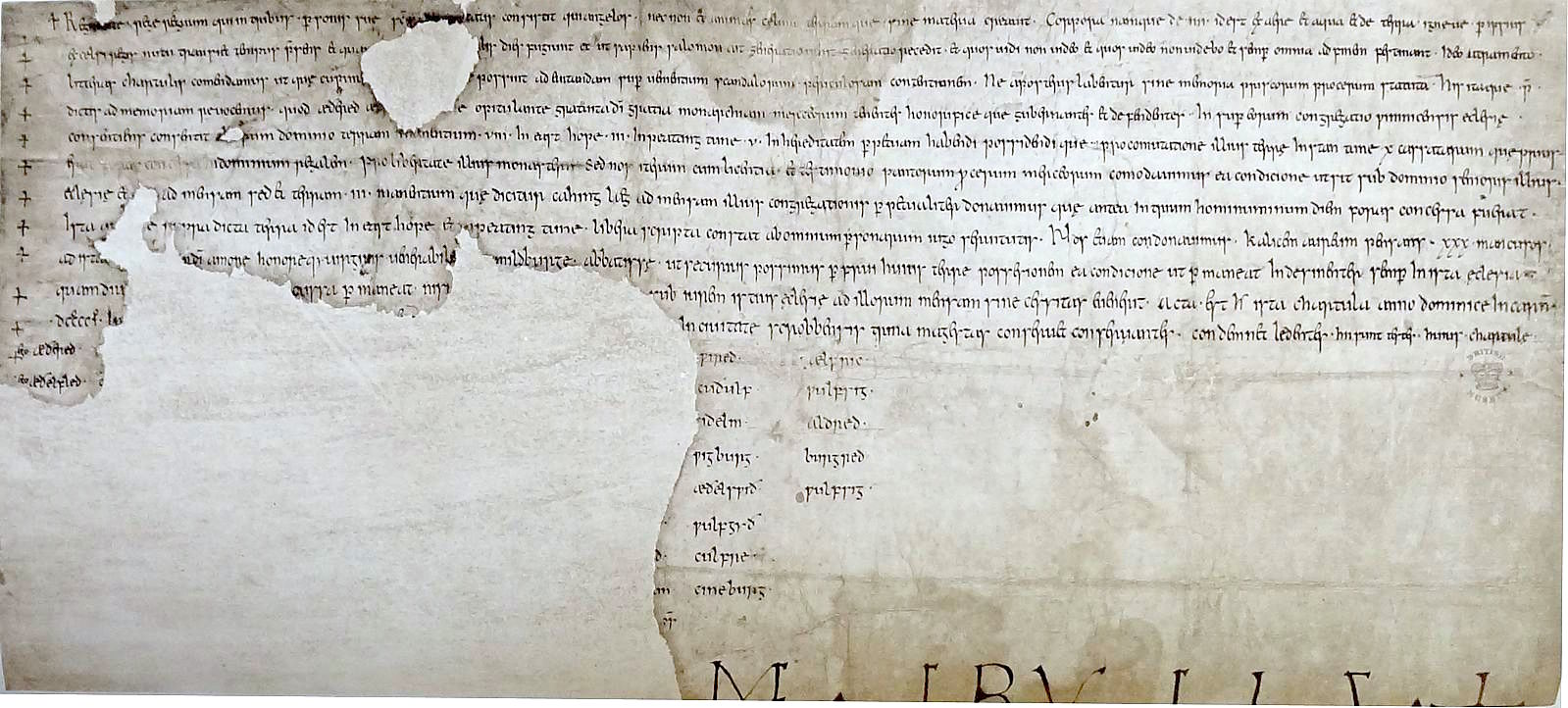
Хартия S 221 от 901 года, которая закрепляет пожертвование Этельредом и Этельфледой земли и золотой чаши церкви Уэнлока. Единственная оригинальная хартия, сохранившаяся со времени правления Эдварда Старшего

В конце IX века Этельред и Этельфледа укрепили Вустер с разрешения короля Альфреда и по просьбе епископа Верферта, описанного в грамоте как «их друг». Они позволили церкви Вустера половину владетельных прав на город, отдали право взимать арендную плату за землю и осуществлять суд. В ответ вустерская церковь пообещала вечно трижды в день посвящать им псалмы, а также мессу и тридцать псалмов каждую субботу. Поскольку права владычества в Вустере до разрушения полностью принадлежали церкви, это представляло собой начало перехода от епископского к светскому управлению городом. В 904 году епископ Верферт передал право на сбор за аренду земли в городе Этельреду и Этельфледе, на время жизни их самих и их дочери Эльфвины. Земля была ценной, в том числе большая часть используемого в городе речного берега, и контроль над ней позволил правителям Мерсии иметь власть над городом и получать доход.
Согласно сообщениям хроник, состояние здоровья Этельреда ухудшилось вскоре после смерти Альфреда в 899 году, и к 902 году Этельфледа стала фактическим правителем Мерсии. Часть медиевистов полагает, что хроникам можно верить, и Этельред прекратил активную деятельность уже к 902 году, но другие из них считают, что Этельред умер от ран, полученных в битве при Теттенхалле в 910 году. То, что Этельред был неактивен в последние годы жизни, признаёт большинство историков.
Согласно «Трём фрагментам» (Fragmentary Annals of Ireland), норманны были изгнаны из Дублина, а затем напали на Уэльс. Когда набег не удался, они обратились к Этельфледе, правившей за больного мужа, с просьбой разрешить им поселиться около Честера. Этельфледа согласилась, и какое-то время викинги жили мирно, но затем они присоединились к данам в набеге на Честер. Это нападение было отбито, потому что Этельфледа укрепила город. Путём переговоров ей и её мужу удалось переманить ирландцев, находившихся среди нападавших, на сторону мерсийцев. Другие источники подкрепляют это сообщение «Трёх фрагментов», сообщая, что даны были изгнаны из Дублина в 902 году и что Этельфледа усилила Честер в 907 году. Этельфледа перестроила Честер как бург (крепость) и укрепила римские оборонительные сооружения, доведя стены с северо-западного и юго-восточного углов форта до реки Ди. Археолог С. Уорд, который руководил раскопками Честера англосаксонского периода, нашёл следы процветания города, относящиеся к эпохе Этельфледы. После смерти Этельфледы жители Честера яростно сопротивлялись усилиям Эдварда, стремившегося закрепиться в этом регионе. Эдвард умер в 924 году в Честере, вскоре после подавления местного мятежа.

Глостер в 1000 году. План-реконструкция.
1. Монастырь Св. Освальда
2. Церкви
3. Примерное местоположение монастыря Св. Петра
4. Церковь Св. Кинебурги

В 909 году Эдвард послал армию в пятинедельный набег на север Денло. Мерсийцы забрали из аббатства Бардни в Линкольншире мощи святого Освальда и перевезли их в Глостер. В конце IX века Глостер стал городом (бургом), по плану похожим на Уинчестер, а Этельред и Этельфледа восстановили его древние римские оборонительные сооружения. Уже 896 году в королевском дворце Кингсхольм на месте бывшего римского форта, недалеко от города, состоялась встреча мерсийских старейшин (витанов) . Правители Мерсии построили новый монастырь в Глостере и, хотя здание было маленьким, богато украшенный. Первоначально монастырь был посвящен Святому Петру, но, когда останки Освальда были доставлены в Глостер в 909 году и помещены в новый монастырь, он был переименован в честь Святого Освальда. Престиж монастыря возрос, так как Освальд был одним из самых почитаемых местных святых. Решение перенести его мощи в Глостер означало, что город для Этельреда и Этельфледы имел большое значение. Этельред и Этельфледа были впоследствии похоронены в этом монастыре. С. Кейнс описывает город как «главное место, из которого они правили»(англ. the main seat of their power). По мнению историков, «в эпоху, когда английские наука и церковь в Англии достигли своего самого низкого уровня, Мерсия и, в частности, нижняя часть долины Северна, похоже, сохранили традиционные стандарты обучения. Именно в этом контексте следует рассмотреть вопрос о создании нового монастыря в Глостере Этельредом и Этельфледой». Основание церквей было семейной традицией, начатой Альфредом и продолженной Эдвардом при поддержке епископа Верферта. У Мерсии была давняя традиция почитания святых королевского рода. Этельред и Этельфледа активно её поддерживали. Реликвии и мощи канонизированных предков подкрепляли в глазах современников легитимность нахождения у власти мерсийских королей. Этельфледа основала или возродила Честерский монастырь, в который из Ханбери (в Стаффордшире) перенесла мощи Вербурги, канонизированной мерсийской принцессы VII века. Возможно, что это она перенесла в Шрусбери из Дерби мощи Нортумберлендского принца-мученика Эалмунда.
В 910 году датчане вторглись в Мерсию, совершив набег на Бриджнорт в Шропшире. На обратном пути они были настигнуты английской армией в Стаффордшире, и их армия была разбита в битве при Теттенхалле, открыв путь для освобождения от данов Мидлендса и Восточной Англии в течение следующего десятилетия.

### Правительница Мерсии

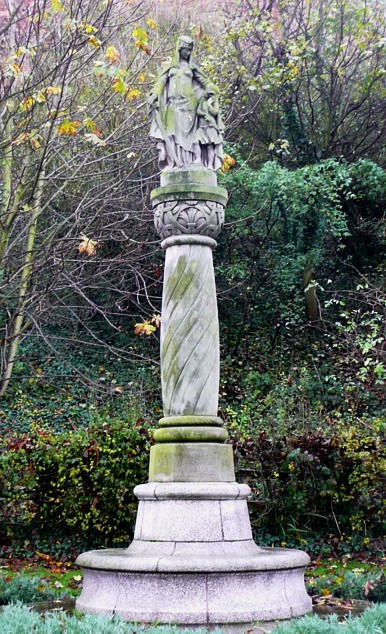
Статуя Этельфледы с племянником Этельстаном в Тамуэрте, возведенная в 1913 году в ознаменование тысячелетия укрепления ею города

После смерти мужа в 911 году Этельфледа стала «Леди Мерсийцев». Её правление описывали как единственный случай женщины — правителя королевства в англосаксонской истории и «одно из самых уникальных событий в ранней средневековой истории». В Уэссексе женщинам из королевских семей не разрешалось играть какую-либо политическую роль; жена Альфреда не получила титул королевы и никогда не была даже свидетелем в грамотах. В Мерсии традиции были более мягкими: сестра Альфреда Этель была женой короля Бургреда из Мерсии, свидетельствовала хартии как королева и осуществляла дарения как совместно с мужем, так и от своего имени. Этельфледа стала реальной правительницей Мерсии, что было бы невозможно в Уэссексе.
Когда Этельред умер, Эдвард взял под контроль мерсийские города Лондон и Оксфорд и их окрестности, которые были ранее переданы под контроль Мерсии Альфредом. Возможно, что Этельфледа согласилась на эту «территориальную жертву» в обмен на признание братом её позиций в Мерсии. Ещё Альфред построил сеть крепостей в Уэссексе, и теперь Эдвард и Этельфледа приступили к их укреплению, чтобы обеспечить базы для нападений на викингов. По мнению Ф. Стэнтона, Этельфледа сама планировала военные операции и возглавляла армию Мерсии в походах. По его словам, «благодаря её правлению в Мерсии её брат был в состоянии начать кампанию против южных данов, что является основной чертой его царствования».
Этелфледа укрепила городок под названием Бремсбур в 910 году (точное местоположение неизвестно), а в 912 году построила оборонительные сооружения в Бриджнорте, чтобы контролировать переправу через реку Северн. В 913 году она построила форты для защиты от данов в Тамуэрте, Лестере и Стаффорде, чтобы перекрыть доступ в Мерсию из долины Трента. В 914 году армия Мерсии, пришедшая из Глостера и Херефорда, отразила нашествие викингов из Бретани. Крепость Эддисбург железного века была восстановлена, чтобы служить защитой от вторжения из Нортумбрии и Чешира. Уорик был укреплён для защиты от данов из Лестера. В 915 году был укреплён Чирбери, чтобы охранять путь из Уэльса и Ранкорна на реке Мерси. Также до 914 года были построены оборонительные сооружения в Херефорде и Шрусбери. Хроники сообщали об укреплении ещё двух крепостей (Scergeat и Weardbyrig), местоположение которых не установлено.
В 917 году вторжение трёх армий викингов потерпело неудачу, поскольку Этельфледа послала армию, захватившую Дерби и его окрестности. Город был одним из пяти районов Денло, вместе с Лестером, Линкольном, Ноттингемом и Стэмфордом. Дерби первым вернулся в руки англичан, но при его захвате Этельфледа «потеряла четырёх своих танов, которые были ей дороги» . Историк Т. Кларксон писал про Этельфледу, что она «была известна как компетентный военачальник». Он назвал победу в Дерби «её [Этельфледы] величайшим триумфом».
| 1- Дал Риада 2- Королевство пиктов 3- Гододин 4- Нортумбрия 5- Мерсия 6- Восточная Англия 7- Эссекс 8- Кент 9- Мидлсекс 10- Уэссекс 11- Гвент | 12- Гливисинг 13- Думнония 14- Брихейниог 15- Дивед 16- Кередигион 17- Поуис 18- Гвинедд 20- Регед 21- Стратклайд |
| --- | --- |

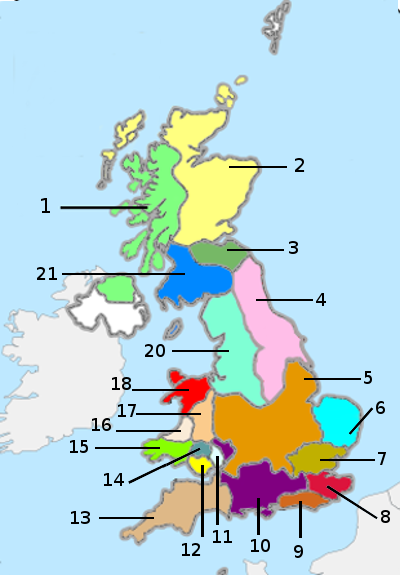

В конце 917 года даны из Восточной Англии подчинились Эдварду. В начале 918 года Этельфледа овладела Лестером без сопротивления — большая часть местных данов подчинилась ей. Несколько месяцев спустя лидеры датского Йорка тоже решили подчиниться Этельфледе и принести клятву верности. Возможно, они хотели заручиться её поддержкой против набегов норманнов из Ирландии, но Этельфледа умерла 12 июня 918 года, так и не успев принять Йорк под свой контроль. Насколько известно, Эдварду йоркские даны аналогичного предложения не делали. Согласно «Трём фрагментам» (Fragmentary Annals of Ireland), в 918 году Этельфледа привела армию шотландцев и англичан нортумберийцев для поддержки армии брата против войск норвежского викинга Рагналла в битве при Корбридже. Историки считают это маловероятным, но не невозможным. Обе стороны заявили о своей победе в этой битве. Итогом битвы стало то, что Рагналл смог утвердиться в качестве правителя Нортумбрии. Эдвард признал его королём Йорка и правителем Денло. В свою очередь, Рагнал признал себя вассалом Эдварда. Согласно «Трём фрагментам» Этельфледа создала оборонительный союз с шотландцами и англичанами Стратклайда.
Мало что известно об отношениях Этельфледы с валлийцами. Есть упоминание лишь об одном контакте, относящемся к 916 году, когда она отправила экспедицию, чтобы отомстить за убийство мерсийского аббата и его спутников. Люди Этельфледы уничтожили королевский кранног Брихиниога на озере Ллангорзе и захватили королеву вместе с тридцатью тремя её спутниками.
Согласно версии Англосаксонской хроники, автор которой сильно симпатизировал Эдварду Старшему, после смерти Этельфледы «короли Уэльса Хивел, Клидог и Идвал, и все валлийцы стремились иметь [Эдварда] своим господином». Хивел был королем Дехейбарта (Диведа) на юго-западе Уэльса, Клидог ап Каделл, сын Каделла ап Родри и брат Хивела, вероятно, был королём Поуиса на северо-востоке Уэльса, и Идвал был королём Гвинеда на северо-западе. Гвент в юго-восточном Уэльсе уже находился под властью Уэссекса. По мнению историков, этот отрывок из хроники показывает, что другие валлийские королевства перешли под власть Эдварда лишь тогда, когда он получил власть над Мерсией.
Монет с именами Этельреда или Этельфледы не чеканили, но в 910-х годах были выпущены серебряные пенни в западных городах Мерсии с необычными орнаментальными рисунками на оборотной стороне, и это, возможно, отразило желание Этельфледы сделать выпущенные под её контролем монеты отличными от монет её брата. После её смерти реверсы монет западной Мерсии снова стали такими же, в Уэссексе.

### Смерть

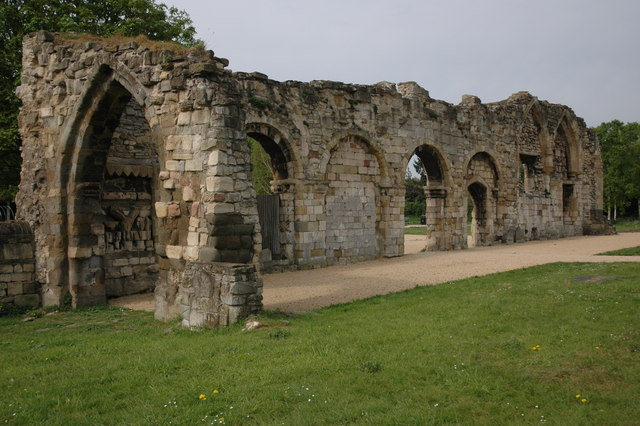
Арки XII и XIII веков, оставшиеся от монастыря Святого Освальда в Глостере, где были похоронены Этельфледа и Этельред

Этельфледа умерла в Тамуэрте 12 июня 918 года; её тело перевезли в Глостер и захоронили рядом с мужем в основанном ими монастыре святого Освальда. Согласно «Реестру Мерсии» (Mercian Register), Этельфледа был похоронена у восточного портика. Помещение, подходящее для королевского захоронения, было обнаружено при археологических исследованиях в восточной части церкви, и в нём, возможно, находилось также захоронение Святого Освальда. Захоронение рядом со святым было почётно. Однако Вильям Малмсберийский писал, что их захоронения были обнаружены в южном портике во время строительных работ в начале XII века. Возможно, он был дезинформирован относительно местоположения захоронений. Так же останки могли быть перемещены с их почётного места рядом со святым, когда супруги стали менее известны со временем или когда короли X века стремились свести к минимуму почёт и славу предшественников.
Выбор места захоронения был символическим. Медиевист В. Томпсон утверждает, что если бы Этельфледа выбрала королевский мавзолей Эдварда в Винчестере как место захоронения для своего мужа и самой себя, это бы подчеркнуло подчинённый статус Мерсии, тогда как выбор традиционного места захоронения королей Мерсии, Рептон, был бы провокационным заявлением о независимости. Глостер, расположенный недалеко от границы с Уэссексом, был компромиссом между Винчестером и Рептоном. Историк М. Райан описывал захоронение как «нечто вроде королевского мавзолея, предназначенного взамен того, что было разрушено викингами в Рептоне (Дербишир)». Этельфледа умерла всего за несколько месяцев до окончательного завоевания южного Денло Эдвардом. Её преемницей как королевы Мерсии стала её дочь, Эльфвина, но в начале декабря 918 года («за три недели до Рождества») Эдвард сверг свою племянницу и взял Мерсию под свой контроль. Многим мерсийцам не нравилось подчинение их древнего королевства Уэссексу. Историк Уэйнрайт характеризует описание летописцем свержения Эльфвины как «тяжкую обиду». В связи с этим вскоре Эдвард столкнулся с мятежом мерсийцев и валлийцев. Он умер в 924 году в Фарндоне в Чешире через несколько дней после подавления мятежа в Честере.

## Значение
Для автора западно-саксонской версии Англосаксонской хроники Этельфледа была только сестрой короля Эдварда, тогда как для «Реестра Мерсии» она была «Госпожой мерсийцев» (Lady of the Mercians). Ирландские и валлийские летописи описывали её как королеву, а «Анналы Ульстера», которые игнорировали смерть Альфреда и Эдварда, описывали её как «известнейшую саксонскую королеву» (лат. famosissima regina Saxonum). Её также высоко оценили англо-нормандские историки, такие как Иоанн Вустерский и Вильям Малмсберийский, который назвал её «мощным союзником [Эдварда], радостью своих подданных, страхом своих врагов, женщиной с огромной душой». Он утверждал, что она отказалась от близости с мужем после рождения своего единственного ребёнка, потому что «недостойно дочери короля уступать восторгу». Генрих Хантингдонский, поэт и хронист XII века, также восхищался ею. По словам медиевиста Н. Хайама, «последующие средневековые и современные писатели были весьма очарованы ею», и репутация её брата была несправедливо занижена.

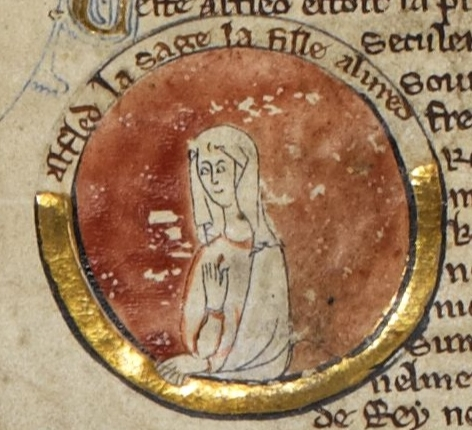
Этельфледа в Генеалогической хронике английских королей, XIII век, Royal MS 14 B V

Некоторые историки полагают, что Этельред и Этельфледа были независимыми правителями. В «Справочнике британской хронологии» (Handbook of British Chronology) она называется «королева Этельфледа»(Q. Æthelflæd) с пояснением, что: «Титулование во всех источниках (hlæfdige, regina) подразумевают, что она обладала королевской властью и авторитетом». Историки А. Вулф и П. Стаффорд описывали Этельфледу как «последнюю мерсийскую королеву», упомянутую в хартиях такими словами: «по воле Христа правительница Мерсии». П. Стаффорд утверждает, что Этельред и Этельфледа имели большинство (или даже все) полномочий монархов после смерти Альфреда, но с их стороны было бы провокацией претендовать на формальный королевский титул, особенно после восстания Этельволда. П. Стаффорд называет Этельфледу «королевой-воином» и добавляет, что «Как … Елизавета I она изумляла более поздние эпохи». По словам Ч. Инсли, «смерть Этельреда в 911 году мало что изменила, поскольку его грозная жена продолжала быть единственным правителем Мерсии до своей смерти в 918 году. Только после этого независимое существование Мерсии подошло к концу».
Историк Ш. Миллер полагает, что Этельфледа и Этельред подчинялись Эдварду. Возможно, Этельфледа охотно занимала подчинённое положение в союзе с братом и соглашалась на его план объединения Уэссекса и Мерсии под его властью. При дворе Этельфледы и Этельреда воспитывался племянник Этельфледы, Этельстан, старший сын Эдварда Старшего и будущий король Англии. Вероятно, Этельстан участвовал в походах мерсийских правителей против викингов. Предположительно, Эдвард отправил своего старшего сына Этельстана ко двору Этельфледы в Мерсию, чтобы сделать его более приемлемым для мерсийцев как короля. Этельфледа не выдала замуж свою дочь, которой должно было быть около тридцати лет к 918 году, вероятно, чтобы избегнуть войны. Игнорирование Этельфледы в западно-саксонских источниках, связано с опасениями Эдварда, что признание её достижений послужит поощрением мерсийского сепаратизма:
«Она сыграла жизненно важную роль в Англии в первой четверти X века. Успех кампаний Эдварда против датчан в значительной степени зависел от её сотрудничества. В Мидленде и на севере она стала доминировать на политической арене. И способ, которым она использовала свое влияние, помог сделать возможным объединение Англии под царями западного саксонского королевского дома. Но её репутация пострадала от плохой рекламы, или, скорее, из-за заговора молчания среди её современников в Западной Саксонии».
Все монеты чеканились от имени Эдварда. Часть хартий была выпущена правителями Мерсии от собственного имени, в других хартиях они признавали верховенство Эдварда. В 903 году мерсийский элдорман обращался к «королю Эдварду, а также Этельреду и Этельфледе, которые управляли и властвовали над народом Мерсии при вышеупомянутом короле». Когда Этельред подчинился Альфреду в 880-е годы, создалось новое государство, включавшее Уэссекс и английскую (западную) Мерсию. По мнению историков, «кажется неизбежным вывод, что политика Альфреда относительно Англосаксонского королевства сохранялась в первой четверти X века и что мерсийцы, таким образом, находились под управлением Эдварда с самого начала его правления». Правители Мерсии «имели значительную власть, но в конечном счёте подчинялись королю».
По мнению историков, Эдвард управлял англосаксонским государством, в котором усиливалось административное и идеологическое объединение, но Этельфледа и Этельред много сделали для поощрения идентичности мерсийцев, например, создавая культ мерсийских святых в своих новых бургах и почитание великого нортумбердендского святого в Глостере.
Остаются сомнения о том, насколько его намерения на будущее разделялись его сестрой и зятем, и остается загадкой, что могло бы произойти, если бы их единственный ребёнок был мужского, а не женского пола. Кельтские представления Этельреда и Этельфледы как короля и королевы, безусловно, предлагают другой подход к сложной политике  перехода к новому английскому государству.
Её восхваляли англо-нормандские летописцы, такие как Вильям Малмсберийский, который назвал её «могущественной поддержкой партии [Эдварда], радостью его подданных, страхом его врагов, женщиной огромной души». По словам историка П. Стаффорда, «Как … Елизавета I, Этельфреда вызывала восхищение у людей последующих эпох». Средневековые и современные писатели были настолько очарованы ею, что репутация Эдварда была несправедливо принижена.

## В массовой культуре
- Этельфледа — один из персонажей серии книг Бернарда Корнуэлла «Саксонские хроники». В поставленном по её мотивам телесериале BBC «Последнее королевство» (2018—2022) роль Этельфледы исполняет британская актриса Милли Брейди.